# 重兼芳子
重兼 芳子（しげかね よしこ、1927年3月7日 - 1993年8月22日）は、小説家。北海道空知郡上砂川町生まれ。福岡県立田川高等女学校（現・福岡県立西田川高等学校）卒業。

## 経歴
1946年、プロテスタントの洗礼を受ける。1947年に結婚し主婦となる。1969年に「一路」短歌会に入会し歌人として文学活動を出発。同人雑誌『まくた』に参加、日本民主主義文学同盟の「文学教室」や駒田信二の小説教室に通い、1978年、『まくた』に載せた「ベビーフード」、「髪」で続けて芥川賞候補となり、『文學界』掲載の「やまあいの煙」で1979年、芥川賞受賞、主婦作家として話題になった。
しかしその後、がん宣告を受けて大手術の後夫を失うという経験を経て、老い、病、死についての著作を精力的に執筆、がんの再発により66歳で死去した。墓所は東京都八王子市の上川霊園。

## 著書
- 『透けた耳朶』新潮社 1979
- 『やまあいの煙』文藝春秋 1979 （のち文庫）
- 『うすい貝殻』文藝春秋, 1980
- 『ジュラルミン色の空』講談社 1981（のち文庫）
- 『ワルツ』文藝春秋, 1981
- 『赤い小さな足の裏』潮出版社 1981
- 『雛の肌』中央公論社 1981
- 『女の人生曇りのち晴れ』主婦と生活社 1984
- 『女の老い支度』海竜社 1984
- 『女房の揺り椅子』講談社, 1984
- 『夫と妻の老い支度』海竜社, 1985
- 『熊笹の原に風の道』中央公論社, 1986
- 『闇をてらす足おと 岩下壮一と神山復生病院物語』春秋社 1986
- 『たたかう老人たち』女子パウロ会 1986
- 『今日がいちばん若い日』鎌倉書房 1987
- 『ナイチンゲール』講談社(少年少女伝記文学館) 1988
- 『平安なる命の日々』講談社, 1989
- 『生き方の深い人浅い人』海竜社, 1989（のち現代教養文庫）
- 『聖ヨハネホスピスの友人たち』講談社 1990
- 『はじめて文章を書く』主婦の友社, 1990
- 『死の意味老いの価値 いのちに寄り添いながら』海竜社, 1991
- 『いのちと生きる』中央公論社, 1993（のち文庫）
- 『ひとりを生きる』講談社, 1993
- 『愛に癒され愛に生きる 死によって生を贈られ病いによって情を贈られる』海竜社, 1993
- 『たとえ病むとも』岩波書店, 1993（のち岩波現代文庫）
- 『さよならを言うまえに 重兼芳子「生と死」講演録』春秋社, 1994

### 共編著
- 『伴侶に先立たれた時』アルフォンス・デーケン共編 春秋社, 1988
- 『癒やしは沈黙の中に』前島誠共著 春秋社, 1990

### 翻訳
- エリザベス・S.カラーリ『おだやかな死』森文彦共訳 春秋社,1989
- リンダ・グレース・ホイヤー『時の贈りもの』重兼裕子共訳 筑摩書房 1991